# Kabinda
Kabinda é uma cidade da República Democrática do Congo. É a capital da província de Lomami. Tem 126.723 habitantes (2004). A cidade possui um aeroporto, chamado Aeroporto Tunto .